# マチャミ&なるみのいただき!ナハ〜レ
マチャミ&なるみのいただき!ナハ〜レ（「&」は読まない）は、2011年1月15日から10月22日まで、読売テレビ（ytv）で毎週土曜日の11:55 - 12:54（JST）に放送されたバラエティ番組であり、「マチャミ」こと久本雅美となるみの冠番組でもある。
2011年10月29日からリニューアルした『マチャミ&なるみのぶっちゃけナハーレ!』に関しても述べる。

## 概要
それまで読売テレビではキー局日本テレビ制作の『メレンゲの気持ち』を同時ネットしていた。しかし、関東発の『メレンゲ－』は関西では『たかじん胸いっぱい』（関西テレビ）や『せやねん!』（MBS）といった関西発の番組の前に苦戦していた。読売テレビでは2010年秋頃から『メレンゲ－』のメイン司会者でもある久本をそのまま起用しつつ、関西向けにテイストを変えた当番組をこの枠で数回特番として放送。その後レギュラー化が決まった。
2012年9月29日放送で終了。2012年10月6日からは今田耕司と月亭八光が司会を務める『特盛!よしもと 今田・八光のおしゃべりジャングル』が開始した。

## 内容
2人が、いろんな街に繰り出して、美味しいものをいただいたり、出会った人の気持ちやエエ話、ゲストの素敵なトークをいただいたり、とにかく色んなものをいただきまくるロケトーク・バラエティ。

## 出演
- 久本雅美
- なるみ
- ケンドーコバヤシ（「ぶっちゃけナハーレ」から）

ぶっちゃけ調査隊（「ぶっちゃけナハーレ」から・週変わり）
- 浅越ゴエ
- 銀シャリ
- かまいたち

番組のユニット (デブューム)
- 西代洋（ミサイルマン）
- ガリガリガリクソン
- 岩橋良昌（プラスマイナス）

## スタッフ
- ディレクター：後藤ちあき、前等
- 構成：増山実、八木晴彦
- ブレーン：式部阿礼、平野友介、北中正明
- カメラ：前田昌彦、川崎圭一郎
- 音声：本城宣彰
- 照明：本村毅
- 編集：越田ヤスヲ、長野達行、浅地裕夫
- 音効：松井久美子
- MA：古庄陽
- 美術：松井珠美
- 広報：松井信博
- メイク：白井ユリ
- 協力：トラッシュ、ytv Nextry、エル・UP、MORE、東京衣裳、AIC
- ロケD：平野孝雄、東上床直樹
- AD：守屋賢、島田大介
- AP：谷口良信、藤林千絵
- 協力：ワイズビジョン
- 制作協力：吉本興業
- 演出：山口剛正（ytv）
- プロデューサー：片岡克也、多賀規恵（ytv）、坂口大輔（よしもとクリエイティブ・エージェンシー）、木村友厚（ワイズビジョン）
- チーフプロデューサー：阿部裕一（ytv）、武野一起（ytv／ワイズビジョン）
- 制作著作：読売テレビ

### 過去のスタッフ
- ディレクター：中田大介（ytv）
- プロデューサー：柿本幸一（ytv）
- チーフプロデューサー：田中壽一（ytv）